# Жизель (певица)
Утинага Эри (яп. うちなが えり, кор. 우치나가 애리; род. 30 октября 2000 года), более известная под псевдонимом Жизель (кор. 지젤 — Чиджель) — японская певица. Является участницей южнокорейской гёрл-группы Aespa.

## Жизнь и карьера

### Ранняя жизнь и начало карьеры
Утинага Эри родилась в Сеуле, Южная Корея, но всё детство и юность провела в Японии. Мать девушки — кореянка, а отец — японец. Обучалась Эри в Токийской международной школе и Международной школе Святого Сердца. Во всех учебных заведениях принимала участие в хорах и в одном пробыла 4 года в роли альта. Также помимо школы, она играла во множестве мюзиклов и пьес.

### 2020—настоящее время: Дебют в Aespa
Проходила открытое прослушивание у SM Entertaiment и получив приглашение стать трейни, стажировалась 11 месяцев.
29 октября 2020 года Жизель была представлена 4-й и последней участницей новой женской группы SM Entertaiment, Aespa. Дебют группы состоялся 17 ноября с синглом «Black Mamba» после чего, Жизель стала первой японской девушкой-айдолом, дебютировавшей в SM Entertaiment.

### Личная жизнь
Эри свободно разговаривает на японском, корейском и английском языках.
Любимым цветом является чёрный, а животным — собака.